# Varvara Arkad'evna Nelidova
Varvara  Arkad'evna Nelidova, (russo:Варвара Аркадьевна Нелидова) (1814 – 1897), è stata una nobildonna russa.

## Biografia
Era la figlia di Arkady Ivanovič Nelidov (1773-1834), fratello minore di Ekaterina Nelidova, amante di Paolo I, e di Sophia Buxhowden (1778-1828), figlia di Friedrich Wilhelm von Buxhoeveden.

## Amante reale
La sua relazione con l'imperatore iniziò, secondo alcune fonti, dopo la nascita del settimo figlio della coppia imperiale, quando i medici proibirono all'imperatrice rapporti coniugali a causa della sua salute.
La loro relazione durò ben diciassette anni e non ha mai usato la sua posizione per soddisfare la sua ambizione. 

## Morte
Morì nel 1897.